# Bergamo (provins)
Bergamo är en provins i den italienska regionen Lombardiet. Huvudort i provinsen är Bergamo. Provinsen bildades när Kungariket Sardinien genom freden i freden i Zürich 1859 erhöll Lombardiet upp till floden Mincio från Kungariket Lombardiet-Venetien som tillhörde Kejsardömet Österrike. Kommunerna Calolziocorte, Carenno, Erve, Monte Marenzo, Torre de' Busi och Vercurago överfördes 1992 till den nya provinsen Lecco.

## Världsarv i provinsen
- Crespi d'Adda, Capriate San Gervasio världsarv sedan 1995.

## Administration
Provinsen Bergamo är indelad i 243 comuni (kommuner). Alla kommuner finns i lista över kommuner i provinsen Bergamo.
| Datum            | Ny kommun          | Kommuner som upphörde           |
| ---------------- | ------------------ | ------------------------------- |
| 4 februari 2014  | Val Brembilla      | Brembilla och Gerosa            |
| 4 februari 2014  | Sant'Omobono Terme | Sant'Omobono Terme och Valsecca |
| 22 december 2017 | Torre de' Busi     | från provinsen Lecco            |